# Poolbillard-Europameisterschaft 1983
Die Poolbillard-Europameisterschaft 1983 war ein vom europäischen Poolbillardverband EPBF in Valkenburg aan de Geul in den Niederlanden ausgerichteter Poolbillardwettbewerb.
Ausgespielt wurden die Europameister in den Disziplinen 8-Ball und 14/1 endlos.
Im 14/1 endlos der Herren gelang es dem Norweger Bjørn L’Orange als erstem nicht-Schweden Europameister zu werden. 8-Ball-Europameister wurde Sven Olaf Olsson. Bruno Ernst, Edgar Nickel und Günter Geisen gewannen Bronze.
Bei den Damen wurde Klara Lensing wie schon 1981 und 1982 8-Ball-Europameisterin. Die Schwedin Heide Andersson wurde Europameisterin im 14/1 endlos. Sylvia Buschhüter gewann die Bronzemedaille.

## Medaillengewinner
| Disziplin            | Gold             | Silber         | Bronze               |
| -------------------- | ---------------- | -------------- | -------------------- |
| Herren – 14/1 endlos | Bjørn L’Orange   | Björn Jonsson  | Ulf Hjalmvall        |
| Herren – 14/1 endlos | Bjørn L’Orange   | Björn Jonsson  | Bruno Ernst          |
| Herren – 8-Ball      | Sven Olaf Olsson | Bengt Jonasson | Edgar Nickel         |
| Herren – 8-Ball      | Sven Olaf Olsson | Bengt Jonasson | Günter Geisen        |
| Damen – 14/1 endlos  | Heide Andersson  | Eva Eleholt    | Sylvia Buschhüter    |
| Damen – 14/1 endlos  | Heide Andersson  | Eva Eleholt    | unbekannt            |
| Damen – 8-Ball       | Klara Lensing    | Anke Cronquist | L. Gulbrandsen       |
| Damen – 8-Ball       | Klara Lensing    | Anke Cronquist | Jaqueline Schifferli |